# Luis Antonio García Navarro
García  Navarro est un nom espagnol. Le premier nom de famille, en général paternel, est García ; le second, en général maternel, souvent omis, est Navarro.
Luis Antonio García Navarro, né le 30 avril 1941 à  Chiva,  près de Valence et mort le 10 octobre 2001 à Madrid, est un chef d’orchestre espagnol surtout connu pour sa direction d’opéra.

## Biographie
Son père est guitariste amateur.
García Navarro étudie d’abord la musique à Valence et au Conservatoire royal de Madrid (hautbois, piano et  composition)  avant de poursuivre ses études à l’Académie de musique et des arts du spectacle de Vienne  avec Hans Swarowsky, Karl Oesterreicher, et Reinhold Schmid où il fonde l’orchestre national universitaire qu’il dirige jusqu’en 1966.
En 1967, il remporte le premier prix du Concours international des jeunes chefs d'orchestre de Besançon.
Il commence immédiatement sa carrière en tant que directeur musical de l’Orchestre de Valence, (1970), il y reste jusqu'à sa nomination comme chef d'orchestre associé de  l’orchestre philharmonique Noordelijk de Groningue, (1974-1978). 
En 1983 il fait ses débuts au Festival de Salzbourg. Dans les années 1991-1993, il a dirigé l'Orchestre symphonique de Barcelone.
Il est invité par les orchestres du monde entier, en Europe, Amériques et Asie :
Deutsche Oper Berlin, Staatskapelle de Dresde, Orchestre national de France, Orchestre de la Résidence de La Haye, Orchestre de la Suisse romande, Orchestre symphonique de Vienne, Orchestre philharmonique de Varsovie, Orchestre philharmonique de Saint-Pétersbourg, Orchestre philharmonique de Los Angeles, Orchestre symphonique de Saint-Louis et Orchestre symphonique de Chicago dans les théâtres les plus prestigieux comme The Royal Opera de Covent Garden à Londres, l’Opéra de Paris, le San Francisco Opera, l'Opéra lyrique de Chicago, le Metropolitan Opera de New York, l’Opéra de Vienne, La Scala de Milan, le théâtre Colón de Buenos Aires, le Grand théâtre du Liceude  Barcelone et le Teatro de la Zarzuela à Madrid. En janvier 1998, il inaugure avec Franco Zeffirelli (pour la mise en scène) le nouveau théâtre national de Tokyo dans une production d'Aida.
En 1996, García Navarro a été confirmé comme premier directeur musical du Teatro Real de Madrid pour sa réouverture après une longue période de  fermeture. Le théâtre n’avait pas monté d’opéra depuis plus de 70 ans; pour l'occasion le chœur créé par García Navarro avec l'Orchestre symphonique de Madrid participe au spectacle. 
Sa dernière apparition dans le Parsifal de Wagner avec Placido Domingo dans le rôle principal fut acclamée par la critique et le public.
Il est mort à Madrid en 2001  des suites d’une longue maladie,,,,,,.